# Fukomys damarensis
Fukomys damarensis és una espècie de mamífer rosegador de la família de les rates talp. Viu a Botswana, Namíbia, Sud-àfrica, Zàmbia i Zimbàbue. Es tracta d'un animal eusocial de vida subterrània que viu en colònies de setze exemplars de mitjana. Els seus hàbitats naturals són els arbustars, matollars i sabanes de tipus semiàrid. És una espècie en risc mínim, és a dir, no sembla que hi hagi cap amenaça significativa per a la seva supervivència. Originalment fou descrita com a espècie del gènere Cryptomys.